# Xantia borneensis
Xantia borneensis är en insektsart som beskrevs av Brunner von Wattenwyl 1878. Xantia borneensis ingår i släktet Xantia och familjen vårtbitare. Inga underarter finns listade i Catalogue of Life.